# One Shot 1980
One Shot 1980 - Le più belle canzoni dell'anno! è la prima raccolta di canzoni degli anni '80, pubblicata in Italia dalla Universal Music Italia srl su CD (catalogo 024 9 82797 9) nel 2005, appartenente alla serie One Shot 'aaaa', che fa parte della più vasta collana denominata One Shot.

## Il disco
Primo volume della serie One Shot 'aaaa' che amplia, integra e riorganizza per anno le precedenti serie One Shot '80 e '90.
La collaborazione con All Music, che già nel 2004 aveva iniziato a trasmettere videoclip con il marchio One Shot, permetterà di espandere la serie fino a One Shot 2003, per poi riprendere la pubblicazione dal 2015 (gli anni dal 2004 al 2014 mai pubblicati).
Il libretto pieghevole, dopo una panoramica sui generi musicali contenuti nella serie, informa sui criteri seguiti per scegliere e inserire i brani nella raccolta. Non contiene i testi delle canzoni.
Le versioni proposte sono tutte rimasterizzazioni digitali a 24 bit delle edizioni originali.

## Tracce
Il primo è l'anno di pubblicazione del singolo, il secondo quello dell'album; altrimenti coincidono.

### CD 1
1. The Buggles – Video Killed the Radio Star (album version) – 4:12 (Trevor Horn, Geoff Downes, Bruce Woolley) – 1979, 1980
2. Orchestral Manoeuvres in the Dark – Enola Gay – 3:31 (Andy McCluskey) – 1980
3. Blondie – Call Me – 3:26 (Giorgio Moroder, Deborah Harry) – 1980
4. The Pretenders – Brass in Pocket – 3:02 (Chrissie Hynde, James Honeyman-Scott) – 1979, 1980
5. Air Supply – All Out of Love (album version) – 4:01 (testo: Graham Russell, Clive Davis – musica: Graham Russell) – 1980
6. Daryl Hall & John Oates – Kiss on My List (album version) – 4:22 (Janna Allen, Daryl Hall) – 1980
7. Cliff Richard – We Don't Talk Anymore – 4:11 (Alan Tarney) – 1979
8. Kate Bush – Babooshka – 3:28 (Kate Bush) – 1980
9. Visage – Fade to Grey (album version) – 3:57 (testo: Midge Ure – musica: Billy Currie, John Christopher Payne) – 1980
10. The Cure – A Forest (shortened album version) – 4:42 (testo: Robert Smith – musica: Robert Smith, Laurence Tolhurst, Michael Dempsey, Matthieu Hartley) – 1980
11. Devo – Girl U Want – 2:57 (Mark Mothersbaugh, Gerald Casale) – 1980
12. Kano – Another Life (single version) – 3:53 (testo: Mamared, Lynn Barbara Addoms – musica: Stefano Pulga, Luciano Ninzatti) – 1983
13. Lio – Amoureux solitaires – 3:34 (testo: Elli Medeiros – musica: Denis Quilliard) – 1980
14. Donna Summer – The Wanderer – 3:46 (Giorgio Moroder, Donna Summer) – 1980
15. Robert Palmer – Johnny and Mary – 3:57 (Robert Palmer) – 1980
16. The Whispers – And the Beat Goes On – 4:05 (Leon Sylvers III, William Shelby, Stephen Shockley) – 1980
17. Spargo – You and Me – 4:11 (Ellert Driessen) – 1980
18. Leon Haywood – Don't Push It Don't Force It – 3:27 (Otha Leon Haywood) – 1984
19. Rodney Franklin – The Groove (instrumental) – 4:50 (Rodney Franklin) – 1980
20. Billy Preston, Syreeta Wright – With You I'm Born Again – 3:39 (David Shire, Carol Connors) – 1979

Durata totale: 77:11

### CD 2
1. The Sugarhill Gang – Rapper's Delight – 3:59 (Bernard Edwards, Nile Rodgers) – 1979, 1980
2. The Clash – The Magnificent Seven (album version) – 5:34 (Joe Strummer, Mick Jones, Topper Headon) – 1981, 1980
3. The Korgis – Everybody's Got to Learn Sometime – 4:14 (James Warren) – 1980
4. REO Speedwagon – Keep on Loving You – 3:23 (Kevin Cronin) – 1980
5. Electric Light Orchestra – Confusion – 3:44 (Jeff Lynne) – 1979
6. Sheila & B. Devotion – Spacer – 3:35 (Bernard Edwards, Nile Rodgers) – 1979, 1980
7. Diana Ross – Upside Down – 4:08 (Bernard Edwards, Nile Rodgers) – 1980
8. Stephanie Mills – Never Knew Love like This Before (album version) – 5:22 (James Mtume, Reggie Lucas) – 1980
9. The Alan Parsons Project – Time (album version) – 5:04 (Alan Parsons, Eric Woolfson) – 1981, 1980
10. Gary Numan – Cars – 3:59 (Gary Numan) – 1979
11. Spandau Ballet – To Cut a Long Story Short – 3:22 (Gary Kemp) – 1980, 1981
12. Miguel Bosé – Olympic Games – 3:08 (testo: Steve Kipner, Miguel Bosé – musica: Toto Cutugno) – 1980
13. Jerry Knight – Overnight Sensation – 4:54 (Jerry Knight) – 1980
14. Cavin Yarbrough, Alisa Peoples – Don't Stop the Music (single version) – 4:07 (Alisa Peoples, Lonnie Simmons, Jonah Ellis) – 1980
15. Kool & the Gang – Celebration (album version) – 4:56 (Kool & the Gang) – 1980
16. The Brothers Johnson – Stomp! (single version) – 4:04 (testo: Valerie Johnson, Rod Temperton – musica: George Johnson, Louis Johnson) – 1980
17. Lipps Inc. – How Long (album version) – 5:37 (Paul Carrack) – 1981, 1980
18. Styx – Babe – 4:27 (Dennis DeYoung) – 1979

Durata totale: 77:37